# 国鉄7400形蒸気機関車

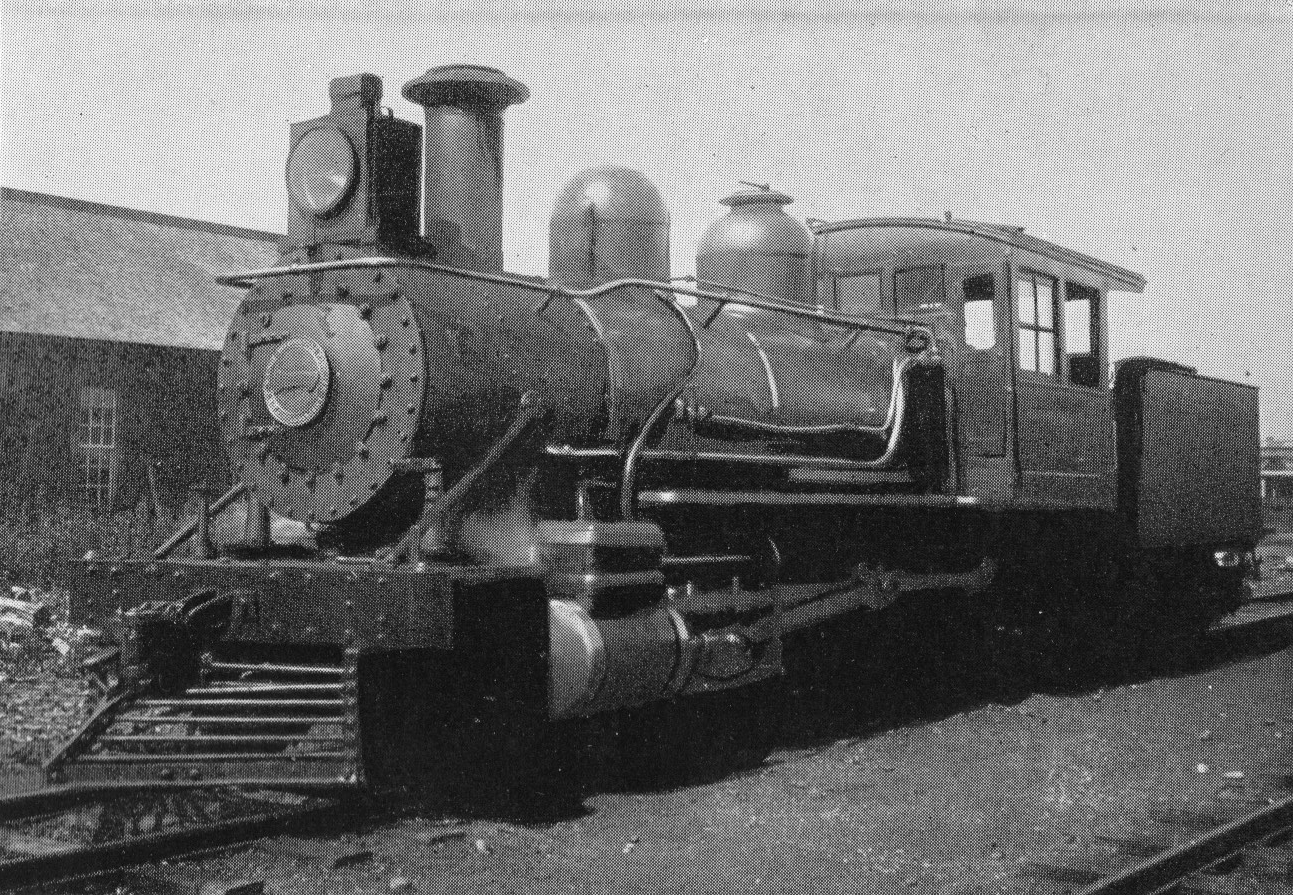
北海道官設鉄道1（後の鉄道院7400）

7400形は、かつて日本国有鉄道の前身である鉄道院、鉄道省に在籍したテンダ式蒸気機関車である。

## 概要
元は、北海道官設鉄道がアメリカのボールドウィン・ロコモティブ・ワークスから1896年（明治29年）に3両（製造番号15028 - 15030）を輸入した車軸配置2-6-0(1C)単式2気筒の飽和式機関車で、1905年（明治38年）の北海道官設鉄道の国有鉄道への編入にともなって、国有鉄道籍を得たものである。メーカーでの種別呼称は8-26D。北海道官設鉄道時代はB1形（1 - 3）と称したが、官設鉄道（鉄道作業局）編入後はEa形と称した。1909年（明治42年）の鉄道院の車両形式称号規程制定にともなって、7400形（7400 - 7402）と改番された。
北海道官設鉄道の最初の形式であるにもかかわらず、"B1"形とは不可解なものがあるが、建設用に官設鉄道から後の110形を借り入れていたことから、動軸2軸の機関車を"A"とする意向があったためと推定される。また、番号は漢数字で「一」「二」「三」と標記されており、これは9号機関車まで続き、10号以降はアラビア数字による標記となった。
形態としては典型的なアメリカ古典機スタイルで、ボイラーはストレートトップ型、第1缶胴上に蒸気ドーム、第2缶胴上に砂箱を設置している。炭水車は片ボギー式の3軸タイプである。
3両ともが同じ形態ではなく、1は前後にジャニィ式自動連結器を備え、ブレーキ装置は蒸気制動式、大形の前照灯を装備していたが、2，3はバッファ付きで連環式連結器を備え、ブレーキ方式は真空制動式、前照灯は小型であった。
統合後も一貫して北海道で使用され、7400, 7401は旭川から倶知安、野付牛へ、7402は旭川から野付牛、中湧別に移り1925年（大正14年）5月に廃車となった。民間に払い下げられたもの、保存されたものはない。

## 主要諸元
- 全長 : 14,186mm
- 全高 : 3,505mm
- 最大幅 : 2,413mm
- 軌間 : 1,067mm
- 車軸配置 : 2-6-0(1C)
- 動輪直径 : 1,067mm
- 弁装置 : スチーブンソン式アメリカ形
- シリンダー（直径×行程） : 406mm×457mm
- ボイラー圧力 : 11.3kg/cm2
- 火格子面積 : 1.49m2
- 全伝熱面積 : 89.8m2
  - 煙管蒸発伝熱面積 : 80.9m2
  - 火室蒸発伝熱面積 : 8.9m2
- ボイラー水容量 : 3.4m3
- 小煙管（直径×長サ×数） : 45mm×3200mm×181本
- 機関車運転整備重量 : 33.36t
- 機関車空車重量 : 29.03t
- 機関車動輪上重量（運転整備時） : 28.73t
- 機関車動輪軸重（第3動輪上） : 9.66t
- 炭水車運転整備重量 : 17.35t
- 炭水車空車重量 : 8.73t
- 水タンク容量 : 3.4m3
- 燃料積載量 : 5.3t
- 機関車性能
  - シリンダ引張力（0.85P）: 6,720kg
- ブレーキ装置 : 手ブレーキ、空気ブレーキ(1)、真空ブレーキ(2, 3)